# Kristeligt Dagblads Pris
Kristeligt Dagblads Pris uddeles hvert år til institutioner eller enkeltpersoner, der har gjort en særlig indsats på det samfundsmæssige, kulturelle eller kirkelige område. Prisen blev indstiftet ved avisens 100-årsjubilæum i 1996.
Prisen består af en statuette skabt af kunstneren Peter Brandes samt 25.000 kr.

## Modtagere af Kristeligt Dagblads Pris
- 2024: Dronning Margrethe for sin indsats for kunst, kultur og kirke.
- 2023: Lisbeth Smedegaard Andersen, teolog, kunsthistoriker og salmedigter.[2][3] Tildelt prisen for sin livslange indsats for kirke og kunst og som en anerkendelse af, at hun er en af Danmarks ﬁneste nutidige salmedigtere.
- 2022: Søren Ulrik Thomsen for sine essays og digte.
- 2021: Ved avisens 125-årsjubilæum ﬁk hele fem organisationer – KFUM's Sociale Arbejde, Reden Genbrug,[4] Frelsens Hær, Kirkens Korshærs Sct. Nicolai Tjenesten[5] og Blå Kors' TUBA – hver en pris for deres frivillige arbejde.
- 2020: Peter Brandes, billedkunstner. For med sin livslange kunstneriske indsats at forny dansk kirkekunst.
- 2019: Holger Lissner, salmedigter og komponist. For sit arbejde med at forny salmer, bønner og gudstjenester.
- 2018: Erik Sommer og Erling Lindgren,[6] komponister. For deres store arbejde med melodier til salmer og sange.
- 2017: Martin Schwarz Lausten, professor i kirkehistorie. For sin mangeårige forskning på Det Teologiske Fakultet ved Københavns Universitet og sine evner til at udbrede sin store viden.
- 2016: Henrik Goldschmidt, musiker. For sit fredsskabende arbejde som stifter og kunstnerisk leder af Middle East Peace Orchestra[7] og af Goldschmidts Musikakademi,[8] der bringer børn sammen på tværs af religioner.
- 2015: Vågekonegruppen i Hanstholm. Vågekone Jonna Kristensen modtog prisen på gruppens vegne. For deres uegennyttige indsats, der aﬂaster både de døende og de pårørende i en svær tid.[9][10]
- 2014: Erik A. Nielsen, litteraturprofessor. For en livslang indsats for dansk litteratur og formidling af kristendommens billedsprog.
- 2013: Bent Melchior, tidligere overrabbiner. For et livslangt engagement i medmennesket og for at være en oplyst, vidende samfundsdebattør og en religionsdialogens mand.
- 2012: Louise Adrian,[11] leder af Fangekoret. For at have givet fangerne i Vridsløselille Statsfængsel et unikt tilbud om at synge i fængslets kirkekor.[12]
- 2011: Massoud Fouroozandeh, præst. For at bygge bro mellem folkekirken og migrantmenighederne og som grundlægger af og præst i Church of Love.
- 2010: Bjarne Lenau Henriksen, leder af Kirkens Korshær. For at have været med til at udvikle det diakonale og sociale arbejde i Kirkens Korshær.
- 2009: Maja Lisa Engelhardt, billedkunstner. For sin store indsats med at udsmykke landets kirker.
- 2008: Elisabeth Lidell og Anders Blinkenberg. For arbejdet med at udbrede pilgrimsvandring. Jens Kristian Krarup for arbejdet med værket ”Den danske klosterrute”.
- 2007: Niels Jørgen Cappelørn, professor og direktør for Søren Kierkegaard Forskningscenteret. For sit arbejde med at sikre udgivelsen af ”Søren Kierkegaards Skrifter” og for at løfte dansk Kierkegaard-forskning op på højeste, internationale niveau.
- 2006: Anders Laugesen for som journalist ved DR P1’s ”Mennesker og Tro” at formidle kristne værdier og dialog med andre religioner.
- 2005: Museet for Religiøs Kunst, Lemvig. For at have været med til at sprede kendskabet til og indsigten i kunst og tro.
- 2004: Etta Cameron, musiker. For pionerindsatsen for gospelmusikken i Danmark.
- 2003: Viby KFUM (sammen med Viby Sogn). For den omfattende diakonale indsats.[13]
- 2002: Erling Tiedemann. For indsatsen som formand for Det Etiske Råd.
- 2001: Tværkulturelt Center, ved formand Adnan Dahan. For arbejdet blandt kristne nydanskere.[14]
- 2000: Johannes Aagaard, stifter af Dialogcentret. For grundlæggelsen af Dialogcentret i Aarhus.
- 1999: Herluf og Ruth Andersen. For deres arbejde gennem 30 år med Folkekirkens Nødhjælps genbrugsbutikker.[15]
- 1998: Skt. Lukas Hospice,[16] ved sygeplejerske Inger Hee. For et banebrydende arbejde med pleje af døende på hospice.
- 1997: Sven Havsteen-Mikkelsen, billedkunstner. For sit bidrag til dansk kirkekunst.
- 1996: Lis og Johs. Munck Jepsen. Forstanderpar på Møltrup.[17] For deres indsats.